# Міллі Боббі Браун
Мíллі Бóнні Брáун Бонджові (англ. Millie Bonnie Brown Bongiovi; нар. 19 лютого 2004, Марбелья), професійно відома як Міллі Боббі Браун (англ. Millie Bobby Brown) — британська акторка, продюсерка, модель, письменниця, посол доброї волі ЮНІСЕФ. Народившись в Іспанії, виросла та здобула визнання як акторка у Великій Британії. Найвідоміша роль — Одинадцять (Од) в серіалі «Дивні дива», за яку вона номінована на прайм-таймову премію «Еммі» за найкращу жіночу роль другого плану в драматичному телесеріалі у віці 13 років.

## Дитинство
Народилась в Марбельї (Малага, Іспанія), у сім'ї британських рієлторів Келлі і Роберта Браунів. Має старшу сестру Пейдж, старшого брата Чарлі і молодшу сестру Ейву. У віці 4 років Міллі разом з сім'єю перебралась у Борнмут, у Велику Британію, бо батько хотів заснувати фірму відбілювання зубів. Це не спрацювало, і наступного дня після закриття бізнесу Міллі попросила батька переїхати до Америки, тож наступного дня вони спакували речі і виїхали до Орландо (штат Флорида, США). Пізніше з'явилася в епізодичних ролях у серіалах «Якось в країні чудес», «NCIS: Полювання на вбивць», «Американська сімейка» і «Анатомія Грей».

## Кар'єра

### 2013—2017: Перші ролі та зйомки в Дивних дивах

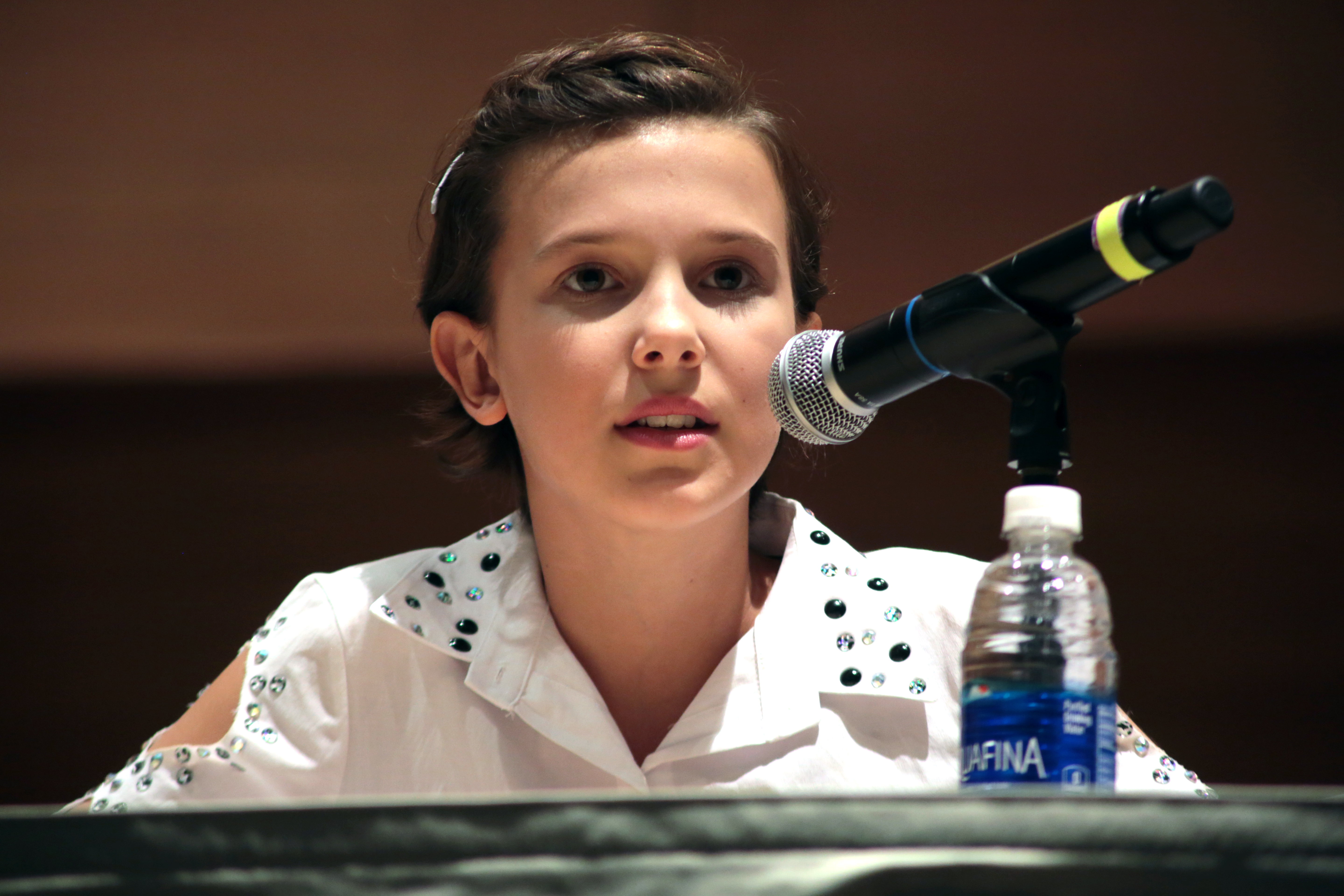
Міллі Боббі Браун (2016 рік)

У 2014 році знялася в телесеріалі BBC America «Під замком» в ролі Медісон O'Доннелл. Роком раніше дебютувала в кіно, в драматичному серіалі / фентезі ABC «Одного разу в країні чудес», втіливши маленьку Алісу. Також з'явилася в серіалах «Морська поліція: Спецвідділ» і «Анатомія пристрасті».
Найбільшу популярність Браун здобула роллю Одинадцяти (Од) у телесеріалі Netflix «Дивні дива», за яку була номінована на Премію Гільдії кіноакторів США за кращу жіночу роль у драматичному серіалі. Трохи пізніше стало відомо, що її персонажка повернеться в другому сезоні.
У листопаді 2016 року з'явилася разом з Birdy у відеокліпі на пісню Sigma «Find Me».
З кінця 2016 року знімається в рекламних роликах компанії Citigroup. У січні 2017 року позувала для бренду «Келвін Кляйн». Через місяць вона підписала контракт з модельним агентством IMG Models. Влітку 2018 року Браун з'явилася в рекламі кампанії італійського бренду Moncler та знялася для обкладинки журналу Vogue.

### 2018—донині

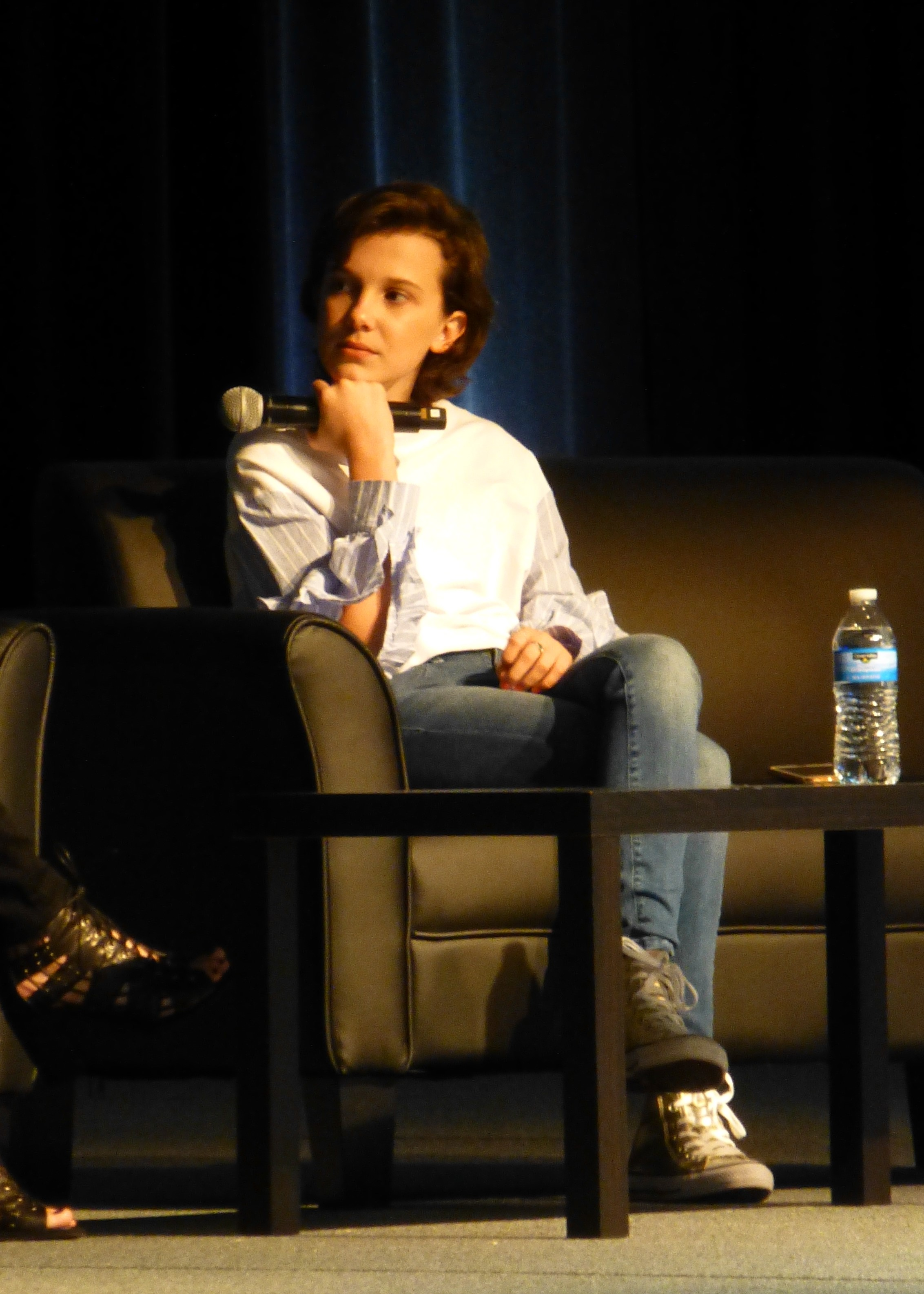
Міллі Боббі Браун на Wizard World Comic Con у Клівленді, 2017

Браун озвучувала короткометражку в VR, створену Дарреном Аронофскі, Spheres: Songs of Spacetime. У 2018 році Боббі Браун була оголошена однією зі 100 найвпливовіших людей світу за версією журналу Time, ставши наймолодшою людиною, яка потрапила до списку. Крім того, журнал Time назвав її однією з найвпливовіших підлітків 2017 та 2018 років. Того ж року вона стала наймолодшою особою, яку будь-коли призначали послом доброї волі ЮНІСЕФ. EA Games розповіла, що Браун співпрацювала із програмістами The Sims 4 для участі в розробці доповнення Sims 4 Positivity Challenge. У 2018 році The Hollywood Reporter включив Браун до 30 найкращих зірок Голлівуду віком до 18 років.
Браун дебютувала в повнометражному кіно у 2019 році, у фільмі «Ґодзілла ІІ: Король монстрів», продовженні фільму «Ґодзілла» 2014 року. Згодом знялася у сиквелі «Ґодзілла проти Конга» (2021). Тогож року вона стала амбасадоркою кампанії УЄФА Together #WePlayStrong..
У 2019 році Браун запустила лінію косметики Florence by Mills. Придбати її можна у аптеках Boots в Сполученому Королівстві, Walmart у США та Shoppers Drug Mart у Канаді.
У 2020 році Браун зіграла та спродюсувала екранізацію «Таємниці Еноли Голмс».

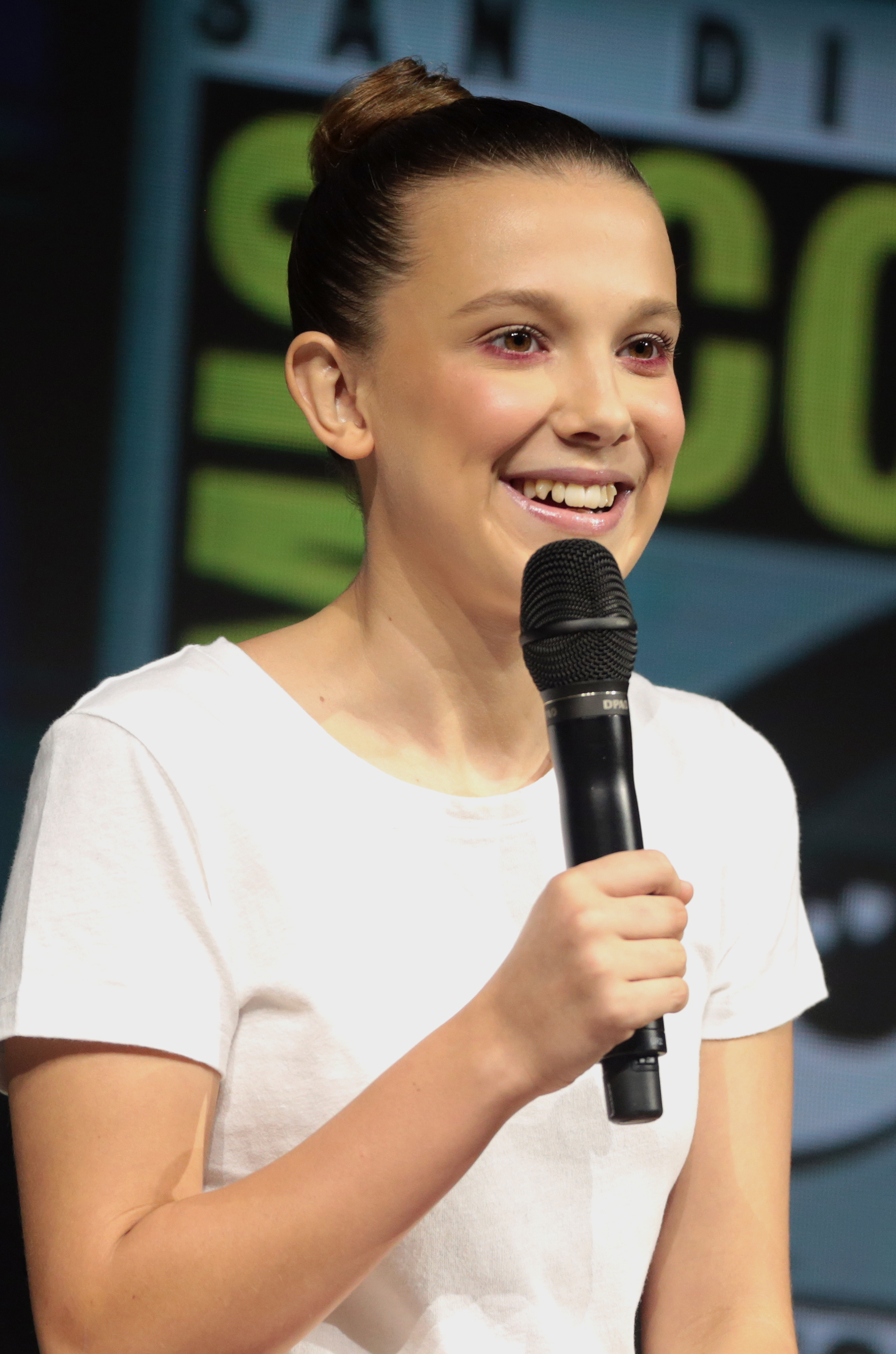
Міллі Боббі Браун у 2018 році

У 2022 році Браун заробила 10 мільйонів доларів, повторивши роль Еноли Голмс у сиквелі «Енола Холмс 2». В тому ж році вона стала амбасадоркою модного бренду Louis Vuitton.
Браун виконала головну роль та стала виконавчою продюсеркою фантастичного фільму «Дівиця» від Netflix під керівництвом іспанського режисера Хуана Карлоса Фреснадільйо за сценарієм Дена Мазо. Вона також воконала головну роль у фільмі братів Руссо «Електричний штат», адаптації однойменного графічного роману Саймона Столенхага.
12 вересня 2023 року Браун збиралася випустити «Дев'ятнадцять кроків», історичний роман, заснований на історії її родини. Роман описано як «епічну історію кохання, втрати та таємниць».
У 2019 році акторка заснувала компанію косметики florencebymills. Пізніше розпочала лінію від florence, florencebymillscoffee. У 2024 році відкрила ще один підрозділ від florence, florencebymillsfashion.

## Особисте життя
Періодично проживає в Лондоні, Лос-Анджелесі та Атланті. Є уболівальницею футбольного клубу «Ліверпуль» разом з батьком та братом. З грудня 2017 по квітень 2018 року зустрічалася з Джейкобом Сарторіусом.
З 2021 року перебуває в стосунках з Джейком Бонджові, сином музиканта Джона Бонджові. 11 квітня 2023 року разом з ним оголосила в Instagram про заручини. У 2024 році вони одружилися.
Станом на серпень 2022 року Браун була онлайн-студенткою Університету Пердью, вивчаючи здоров'я та соціальні послуги.

## Браун та Україна
В своєму Інстаграмі мисткиня неодноразово висловлювала підтримку Україні[джерело?].

## Фільмографія

### Фільми
| Рік  |    | Українська назва                | Оригінальна назва                  | Роль                                               |
| ---- | -- | ------------------------------- | ---------------------------------- | -------------------------------------------------- |
| 2018 | ф  | Сфери                           | Spheres                            | оповідачка (розділ «Сфери: Пісні космічного часу») |
| 2018 | кф | Убивство в експресі «Ормігуеро» | Asesinato en el Hormiguero Express | Міллі Браун                                        |
| 2019 | ф  | Ґодзілла ІІ: Король монстрів    | Godzilla: King of the Monsters     | Медісон Рассел                                     |
| 2020 | ф  | Енола Голмс                     | Enola Holmes                       | Енола Голмс                                        |
| 2021 | ф  | Ґодзілла проти Конга            | Godzilla vs. Kong                  | Медісон Рассел                                     |
| 2022 | ф  | Енола Голмс 2                   | Enola Holmes 2                     | Енола Голмс                                        |
| 2024 | ф  | Дама проти біди                 | Damsel                             | Принцеса Елоді                                     |
| 2025 | ф  | Електричний штат                | The Electric State                 | Мішель                                             |
| 2025 | ф  | Енола Холмс 3                   | Enola Holmes 3                     | Енола Голмс                                        |
|      | ф  | підготовка до знімань           | The Girls I've Been                | Нора О'Мейлі                                       |
|      | ф  | анонсовано                      | The Thing About Jellyfish          | С'юзі Свонтон                                      |

### Телебачення
| Рік       |    | Українська назва           | Оригінальна назва                        | Роль                                                 |
| --------- | -- | -------------------------- | ---------------------------------------- | ---------------------------------------------------- |
| 2013      | с  | Якось в країні чудес       | Once Upon a Time in Wonderland           | Юна Аліса (2 епізоди)                                |
| 2014      | с  | Зловмисники                | Intruders                                | Медісон О'Доннел (8 епізодів)                        |
| 2014      | с  | Морська поліція            | NCIS                                     | Рейчел Барнс (Епізод: "Parental Guidance Suggested") |
| 2015      | с  | Американська сімейка       | Modern Family                            | Ліззі (Епізод: "Closet? You'll Love It!")            |
| 2015      | с  | Анатомія Грей              | Grey's Anatomy                           | Рубі (Епізод: "I Feel the Earth Move")               |
| 2016—2025 | с  | Дивні дива                 | Stranger Things                          | Одинадцять / Джейн Гоппер (33 епізоди)               |
| 2020      | тф | Чарівне Різдво Мерайї Кері | Mariah Carey's Magical Christmas Special | камео                                                |

### Відеокліпи
| Рік  | Назва                     | Виконавець          | Примітки    |
| ---- | ------------------------- | ------------------- | ----------- |
| 2018 | Girls Like You (Volume 2) | Maroon 5 та Cardi B | Міллі Браун |
| 2018 | Girls Like You            | Maroon 5 та Cardi B | дівчина     |
| 2017 | I Dare You                | The xx              |             |
| 2016 | Find Me                   | Sigma та Birdy      | Міллі Браун |

## Нагороди і номінації
| Рік  | Номінована робота | Нагороди                   | Категорія                                                                        | Результат | Прим.  |
| ---- | ----------------- | -------------------------- | -------------------------------------------------------------------------------- | --------- | ------ |
| 2017 | Дивні дива        | Young Artist Awards        | Best Performance in a Digital TV Series or Film — Young Actress                  | Номінація | [ 46 ] |
| 2017 | Дивні дива        | People's Choice Awards     | Улюблена акторка в жанрі наукової фантастики / фентезі ТВ                        | Номінація | [ 47 ] |
| 2017 | Дивні дива        | Screen Actors Guild Awards | Премія Гільдії кіноакторів США за кращу жіночу роль у драматичному серіалі       | Номінація | [ 48 ] |
| 2017 | Дивні дива        | Screen Actors Guild Awards | Премія Гільдії кіноакторів США за кращу жіночу роль у драматичному серіалі       | Перемога  |        |
| 2017 | Дивні дива        | Fangoria Chainsaw Awards   | Краща телеакторка                                                                | Перемога  | [ 49 ] |
| 2017 | Дивні дива        | Saturn Awards              | Краща роль молодого актора або акторки в телесеріалі                             | Перемога  | [ 50 ] |
| 2017 | Дивні дива        | MTV Movie & TV Awards      | Кращий актор                                                                     | Перемога  | [ 51 ] |
| 2017 | Дивні дива        | MTV Movie & TV Awards      | Кращий герой                                                                     | Номінація |        |
| 2017 | Дивні дива        | Teen Choice Awards         | Choice Breakout TV Star                                                          | Номінація | [ 52 ] |
| 2017 | Дивні дива        | Primetime Emmy Awards      | Премія «Еммі» за кращу жіночу роль другого плану в драматичному телесеріалі      | Номінація | [ 53 ] |
| 2017 | Дивні дива        | Gold Derby TV Awards       | Драматична акторка другого плану                                                 | Номінація | [ 54 ] |
| 2017 | Дивні дива        | Gold Derby TV Awards       | Breakthrough Performer of the Year                                               | Перемога  | [ 54 ] |
| 2017 | Вона сама         | NME Awards                 | Герой року                                                                       | Номінація | [ 55 ] |
| 2018 | Дивні дива        | Screen Actors Guild Awards | Премія Гільдії кіноакторів США за кращу жіночу роль у драматичному серіалі       | Номінація | [ 56 ] |
| 2018 | Дивні дива        | Screen Actors Guild Awards | Премія Гільдії кіноакторів США за кращий акторський склад в драматичному серіалі | Номінація |        |